# Hemiancistrus megalopteryx
Hemiancistrus megalopteryx is een straalvinnige vissensoort uit de familie van de harnasmeervallen (Loricariidae). De wetenschappelijke naam van de soort is voor het eerst geldig gepubliceerd in 2004 door Cardoso.